# Dependent Records
Dependent Records ist ein Independent-Label, das sich auf den Bereich Elektronische Musik (Electro, Electronica, Future Pop, Synthie-Pop) spezialisiert hat. Es wurde 1999 von Stefan Herwig (A&R des Labels Off Beat) gegründet. Bands der Gründerzeit waren VNV Nation, Covenant, Velvet Acid Christ und Suicide Commando.
Aufgrund der hohen Zahl illegaler Downloads schloss das Label von 2007 bis 2009. Daraufhin wurde von Unbekannten das Sortiment auf The Pirate Bay verbreitet.

## Bands (Auswahl)
Künstler und Bands bei Dependent Records sind unter anderem:
- Auto Aggression
- Babyland
- Beborn Beton
- The Birthday Massacre
- Chrysalide
- Claire Voyant
- Click Click
- Covenant
- Decoded Feedback
- Dioxyde
- Dismantled
- Edge of Dawn
- Ego Likeness
- Encephalon
- Front Line Assembly
- Girls under Glass
- Haujobb
- Imperative Reaction
- Informatik
- Iris
- Kirlian Camera (ab 2016)
- KMFDM
- Liquid Newt & Frank M. Spinath
- Mesh
- mind.in.a.box
- Mindless Faith
- Pride and Fall
- Psyclon Nine
- Rotersand
- Seabound
- Skinny Puppy
- Skold
- Straftanz
- Stromkern
- Suicide Commando
- Sulpher
- System Syn
- This Morn’ Omina (ab 2016)
- Velvet Acid Christ